# Saromaona
Saromaona est une commune rurale malgache dans la région d'Ambatosoa.